# Coralie Fayolle
Pour les articles homonymes, voir Fayolle.
Coralie Fayolle, née le 3 août 1960, est une compositrice et professeure de musique française.

## Biographie
Coralie Fayolle naît le 3 août 1960,.
Après un baccalauréat scientifique, elle étudie la musicologie à la Sorbonne et poursuit sa formation musicale au Conservatoire de Paris, où elle étudie l'harmonie, le contrepoint, la fugue et l'orchestration. Reçue à l'agrégation de musique, elle est ensuite nommée en école normale afin de former les futurs professeurs de musique,.
Elle enseigne à la Sorbonne entre 1989 et 1998, est Maîtresse de conférence à l'université de Rennes puis devient responsable des disciplines théoriques au Conservatoire de Paris, avant d'y enseigner l'écriture et la formation musicale,.

Comme compositrice, elle découvre en école normale, à la suite de sa rencontre avec Didier Grojsman, l'écriture musicale à destination des enfants. Elle s'y intéresse particulièrement et rédige une thèse consacrée aux opéras pour enfants, intitulée Les opéras pour enfants en France de 1982 à 1995. Le constat est le suivant : il n'existe que (trop) peu d'opéras pour enfants. Dans la lignée de Claude-Henry Joubert et de Marcel Landowski, initiateurs dans les années 1980, Coralie Fayolle décide de composer pour le genre. 

« L'opéra par et pour les enfants est un formidable moyen : d'utiliser la dynamique d'un groupe au service de chacun ; de cristalliser des éléments souvent épars de la formation : formation de l'oreille, de la voix, du corps, du "corps de scène", des techniques musicales (lecture, culture, pratique instrumentale et vocale, responsabilité, invention...) ; de réunir des compétences diverses et complémentaires (enseignement spécialisé, éducation nationale, structures associatives et privées ) ; de contribuer au renouvellement constant du répertoire par l'écriture d'œuvres". »

— Préface de Claude-Henry Joubert, Opéras pour enfants (1993)
À la Sorbonne, elle est la fondatrice avec Jean-François Maenner de l'ensemble Musique et Compagnie, qui se produit en région parisienne ainsi qu'au festival d'Avignon en 1996. Elle compose plusieurs musiques de scène, sur des textes de Marivaux (Jeux de l'amour et du hasard), Feydeau (Monsieur chasse !) ou Beaumarchais (Le Barbier de Séville), et reçoit des commandes de Didier Grojsman pour les premiers spectacles du Créa (centre de création vocale et scénique) d'Aulnay-sous-Bois, Les Naufragés du Mélocroche en 1990, Parking de l'océan en 1992. 
En 1998, elle reçoit une commande de l'opéra de Montpellier et compose alors Ballon d'or. Puis, à la suite d'une commande de l'Association Régionale d'Information et d'Actions Musicales (ARIAM) Ile-de-France, elle écrit aux côtés de Vincent Tavernier Le Roman de Renart. Une œuvre de 55 minutes, sans entracte. Comprenant 8 miniatures avec piano et percussions, l'opéra sera donné par 3 chœurs dans la Salle Bastide de l'Opéra Bastille.  
Entretien avec Vincent Tavernier réalisé en 2021, :  

« Le charme du Roman de Renart réside dans l'œuvre savante qui regorge de sous-entendus critiques en particulier contre les grands, l’état, la royauté, la religion. Donc il y avait une lecture très polémique, satirique dans son ensemble, que je souhaitais retranscrire dans le texte, alors support pour la musique. Avec le même charme que ce qui fait l'œuvre littéraire, ces petites histoires peuvent être le premier degré compris par tout le monde. Il y a un peu un côté "tradition populaire". Oui, tout le monde rigole du corbeau... »

Coralie Fayolle se spécialise depuis lors dans la composition pour voix d'enfants et chœurs de jeunes, notamment à destination des écoles et conservatoires de musique, ou pour des maisons d'opéra. 
Elle écrit également des mélodies pour Gérard Authelain, ancien directeur du Centre de formation de musiciens intervenants de Lyon et inspirateur du répertoire pédagogique des Mômeludies, et réalise des illustrations musicales pour des livres d'enfants de Gallimard Jeunesse.
Coralie Fayolle participe également, aux côtés de Hervé Lacombe et de Theresa Schmitz au projet Open - Tous à l'opéra ! visant à répertorier dans une base numérique les opéras pour enfants. 
En 2017, la compositrice fait une nouvelle version de la flûte enchantée avec 400 collégiens. Le concert est donné dans le tout nouvel auditorium de la Seine Musicale. 
Depuis 5 ans, Carolie Fayolle participe à des stages d'initiation au chant choral auprès d'écoliers. En décembre 2020, 621 écoliers ont pu chanter aux côtés de la compositrice les mots de Saint-Exupéry.

## Œuvres
Parmi ses compositions, figurent notamment :
- Morceaux de boucher, pour chœur d’enfants et piano, créé à Paris à la Cité de la musique (1997), sur des textes d'Anne-Marie Soulier[6] ;
- Ballon d’or, commande de l’opéra junior et de l’Opéra de Montpellier (1998) ;
- Le roman de Renart, création à l’Opéra Bastille (1998) sur un livret de Vincent Tavernier.
- Le clown des neiges, opéra pour enfants créé par la Compagnie du Tabouret et l’ensemble 2e2m (2001) ;
- En Italique, à l'amphithéâtre de l'opéra Bastille (2001)[7] ;
- Lady Godiva, opéra pour un flipper, commande du Créa d'Aulnay-sous-Bois (2003) ;
- Les Sales Mômes, commande du Créa (2010) ;
- Jeanne et les Jean, créé à Domrémy à l'occasion du 600e anniversaire de la naissance de Jeanne d'Arc (2012)[7] ;
- La flûte chantée, libre adaptation de Mozart pour chœurs d'enfants et de jeunes (2013), prix de l’enseignement musical ;
- Chat-secret[7], commande de la maîtrise de Radio France (2015).